# Karina Morgenstern
Karina Morgenstern (* 12. Februar 1968 in Bonn) ist eine deutsche Physikerin. Sie ist Inhaberin des Lehrstuhls für Physikalische Chemie der Ruhr-Universität Bochum.

## Leben
Karina Morgenstern besuchte Grundschule und Gymnasium in Bonn, machte ihr Abitur 1987. Es folgte ein Studium der Physik und der Informatik an den Universitäten Bonn und Knoxville/USA. Ihr Physikdiplom erhielt sie 1993 (Forschungszentrum Jülich und Universität Bonn), das Informatikdiplom 1994 (GMD-Forschungszentrum Informationstechnik GMD Sankt Augustin und Universität Bonn).
Die Promotion in Oberflächenphysik folgte 1996 (Forschungszentrum Jülich und Universität Bonn), die Habilitation in Experimentalphysik 2002 (Freie Universität Berlin). Sie hat seit 2003 die Lehrbefugnis für Experimentalphysik.

## Wissenschaftlicher Werdegang
Karina Morgenstern war Wissenschaftliche Mitarbeiterin an der Universität Aarhus 1996, an der Universität Lausanne 1996–1999 und an der Freien Universität Berlin 1999–2003.
W3-Professorin für Festkörperphysik war sie zunächst an der Universität Hannover 2005, seit 2012 hält sie den Lehrstuhl für Physikalische Chemie I der Ruhr-Universität Bochum.
Seit 2018 leitet sie das von der DFG geförderte Graduiertenkolleg "Confinement-controlled Chemistry" und ist Dekanin der Fakultät für Chemie und Biochemie.

## Stipendien und Preise
- Studienförderung der Studienstiftung des Deutschen Volkes 1988–1993, USA-Auslandsförderung des DAAD 1990–1991

- Günther-Leibfried-Preis 1997 des Forschungszentrums Jülich für hervorragende Doktorarbeiten

- Erste Preisträgerin des Hertha-Sponer-Preises 2002 der Deutschen Physikalischen Gesellschaft. Sie erhielt den Preis für dynamische Untersuchungen mit dem Rastertunnelmikroskop an Nano-Strukturen. Das war auch Gegenstand ihrer Dissertation.[1]

- Heisenbergstipendium 2003–2005 der Deutschen Forschungsgemeinschaft